# Vyshni Volochok (Buyan-M)
La Vyshni Volochok (en ruso: Вышний Волочёк, romanizado: Vishny Volochyek), con nombre oficial romanizado RFS 609 «Vyshny Volochyok», es una corbeta lanzamisiles del Proyecto 21631 «Buyan-M», es el sexto barco de la serie y noveno si se tienen en cuenta los tres primeros Buyan del proyecto 21630. La corbeta está asignada a la Flota del Mar Negro de la Armada de Rusia.
El barco lleva el nombre de la ciudad rusa de Vyshni Volochok de la óblast de Tver del Distrito federal Central.

## Diseño
Nueve empresas de construcción naval participaron en la licitación para la construcción de barcos del Proyecto 21631. El Astillero Zelenodolsk ganó la licitación el 17 de mayo de 2010. El contrato para la construcción de los buques se firmó el 28 de mayo de 2010.
El barco Vyshni Volochok fue puesto en quilla el 29 de agosto de 2013 y se convirtió en el sexto barco de su proyecto.
El barco fue botado el 22 de agosto de 2016, aunque otras fuentes, sitúan esta fecha en el 18 de mayo de 2016.
El barco está equipado con motores diésel chinos V-20 de cuatro tiempos con Common-rail y turbocompresor HND CHD622V20STC en lugar de los MTU alemanes usados hasta entonces, pero que estaban sujetos a sanciones antirrusas.
El 5 de agosto de 2017, el barco completó su paso bajo remolcadores por vías navegables interiores hasta el Mar Negro y llegó para realizar pruebas marítimas y estatales en la base naval de Novorosíisk.
Según el servicio de prensa del Distrito Militar Meridional del Ministerio de Defensa de la Federación de Rusia del 19 de agosto de 2017, la tripulación preparó el barco para las pruebas en el mar y se instalaron sistemas y estructuras, que fueron desmantelados durante el remolque por los lechos de los ríos.
El 5 de septiembre de 2017, el barco se hizo a la mar por primera vez para realizar pruebas en el mar en fábrica. En las pruebas de interacción también participó la fragata Almirante Grigorovich.
En noviembre de 2017 se sometió a pruebas estatales.
El izado de la bandera de San Andrés y admisión a la Armada fue el 1 de junio de 2018.

## Historial
El 25 de mayo de 2018 el barco llegó a Sebastopol.
El barco fue asignado en la flota rusa del Mar Negro. De agosto a noviembre de 2018 llevó a cabo misiones de combate como parte de la escuadra permanente de la Armada de Rusia en el Mediterráneo.
El 29 de agosto de 2019 se llevó a cabo el primer tiro de entrenamiento de la Vyshni Volochok con el sistema de misiles estándar Kalibr-NK en el Mar Negro. Ese mismo año monitoriza y vigila dos veces a barcos estadounidenses en el Mar Negro que participaban en ejercicios navales con la Armada de Ucrania.